# 殲滅戦理論
殲滅戦理論（せんめつせんりろん、独: Vernichtungsgedanke）とは、フリードリヒ大王の時代にまで遡る、プロイセン軍の戦術論である。
プロイセン王国は地理的にヨーロッパの中心に位置して四方を敵軍に露出している。イギリスのような島国は持久戦に持ち込むことが出来る。また、ロシアは自国内部に戦略的退却することも出来る。プロイセンは、後顧の憂いなく敵軍を完膚なきまでに打ち破らなければならない。つまり敵軍を殲滅することである。速やかに、また滑らかに軍隊を機動し、敵軍を不安定にし、引き分けに持ち込ませずに殲滅することが肝要である。これは非常に厳しい訓練と規律、そして完全に専門的な統率力を必要とする。殲滅戦理論の多くはクラウゼヴィッツの著作「戦争論」に見ることが出来る。
この戦術理論はオーストリア継承戦争、七年戦争、ナポレオン戦争、普墺戦争、普仏戦争で成功した。プロイセン王国の軍事的成功は19世紀のヨーロッパ諸国の同盟を促進することとなった。
この後、ヨーロッパの長い平和な時代に兵器の開発競争がなされ、攻撃側の有利性を損なう軍事技術の開発を促した。機関銃や長距離砲の発明がそれである。これによって防御側に圧倒的な有利性が生み出され、第一次世界大戦の悲劇的な引き分け状態を招くことになった。こうして近代戦争の主要な戦術理論である殲滅戦理論の長い支配を終わらせたのが、第一次世界大戦の西部戦線における塹壕戦である。
1939年、ヨーロッパが再び戦争に突入することになると、ドイツ陸軍のハインツ・グデーリアンを中心とする一派は殲滅戦理論の失敗をよく理解し、代わりとなる具体的なアイデアを持っていた。しかし彼らは、実際の戦争の前に保守的な官僚的怠慢と戦わねばならなかった。彼らは守旧派との戦いに勝利して、現在電撃戦として知られている戦術論に進化させた。
純粋な殲滅戦理論に則った最後の作戦は1939年のドイツ軍のポーランド侵攻であった。

## 文献
- バリー・リーチ著、戦史刊行会訳、『ドイツ参謀本部』、原書房、1979年
- ピーター・パレット著、白須英子訳、『クラウゼヴィッツ；「戦争論」の誕生』、中央公論社、1991年、ISBN 4-12-201816-1